# Gottschalk (Konradsreuth)
Gottschalk ist ein Gemeindeteil der Gemeinde Konradsreuth im Landkreis Hof (Oberfranken, Bayern). Gottschalk liegt in der Gemarkung Ahornberg.

## Geografie
Westlich der Einöde grenzt das Schwarzholz an. Anliegerwege führen nach Ahornberg zur Kreisstraße HO 25 (1,2 km östlich) und zu einer Gemeindeverbindungsstraße (0,1 km südöstlich), die südöstlich nach Jehsen bzw. südwestlich nach Schwarzholzwinkel verläuft.

## Geschichte
Der Ort wurde 1373 in einer Kaufurkunde erwähnt. Der Nürnberger Burggraf Friedrich V. erwarb unter anderem diesen Ort. In Urkunden des Jahres 1399 und 1418 galt der Ort als wüst gefallen. Den Grund erhielt Rüdiger von Sparneck zu Lehen. In einem Urbar von 1499 findet sich ein Hinweis auf eine Wehranlage in Gottschalk.
1812 gehörte das noch unbebaute Grundstück zum Steuerdistrikt Ahornberg und der zugleich entstandenen Ruralgemeinde Ahornberg. Im Zuge der Gebietsreform in Bayern wurde Gottschalk am 1. Mai 1978 nach Konradsreuth eingemeindet.

### Bodendenkmal
- Abgegangener Ansitz. 1499 wird eine „Wal“ erwähnt. Vermutlich lag die Befestigung auf dem zu Haus Nr. 65, das „Kloster“ genannt, gehörigen Grund.[10]

### Einwohnerentwicklung
| Jahr      | 001849 | 001861 | 001871 | 001885 | 001900 | 001925 | 001950 | 001961 | 001970 | 001987 |
| Einwohner | 12     | 8      | 7      | 6      | 5      | 7      | 3      | 5      | 4      | 8      |
| Häuser    |        |        |        | 1      | 1      | 1      | 1      | 1      |        | 2      |
| Quelle    | [ 8 ]  | [ 12 ] | [ 13 ] | [ 14 ] | [ 15 ] | [ 16 ] | [ 17 ] | [ 18 ] | [ 19 ] | [ 1 ]  |

## Religion
Gottschalk ist nach St. Martin (Ahornberg) gepfarrt und evangelisch-lutherisch geprägt.